# Nationalparker i Argentina
Det finns 29 nationalparker i Argentina. Parkerna täcker ett mycket varierat antal typer av terräng och biotoper, från Baritú nationalpark på Altiplano vid norra gränsen mot Bolivia till Eldslandets nationalpark i södra delen av kontinenten.

## Nordöstra Argentina

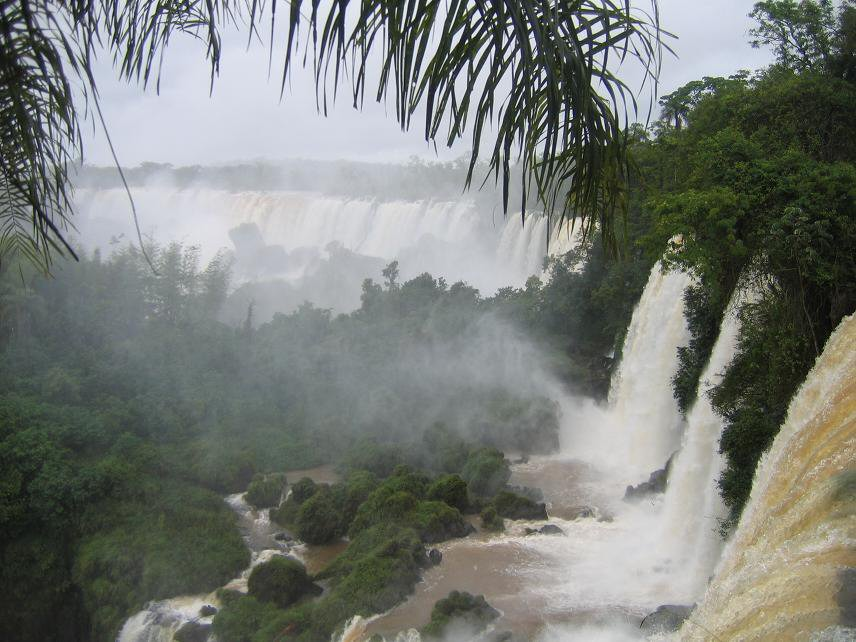
Iguazú nationalpark

- Iguazú nationalpark
- Chaco nationalpark
- Mburucuyá nationalpark
- Río Pilcomayo nationalpark

## Nordvästra Argentina

Los Cardones nationalpark

- Baritú nationalpark
- Copo nationalpark
- Campo de los Alisos nationalpark
- Calilegua nationalpark
- El Rey nationalpark
- Los Cardones nationalpark

## Centrala Argentina
- El Leoncito nationalpark
- El Palmar nationalpark
- Lihué Calel nationalpark
- Los Venados nationalpark
- Predelta nationalpark

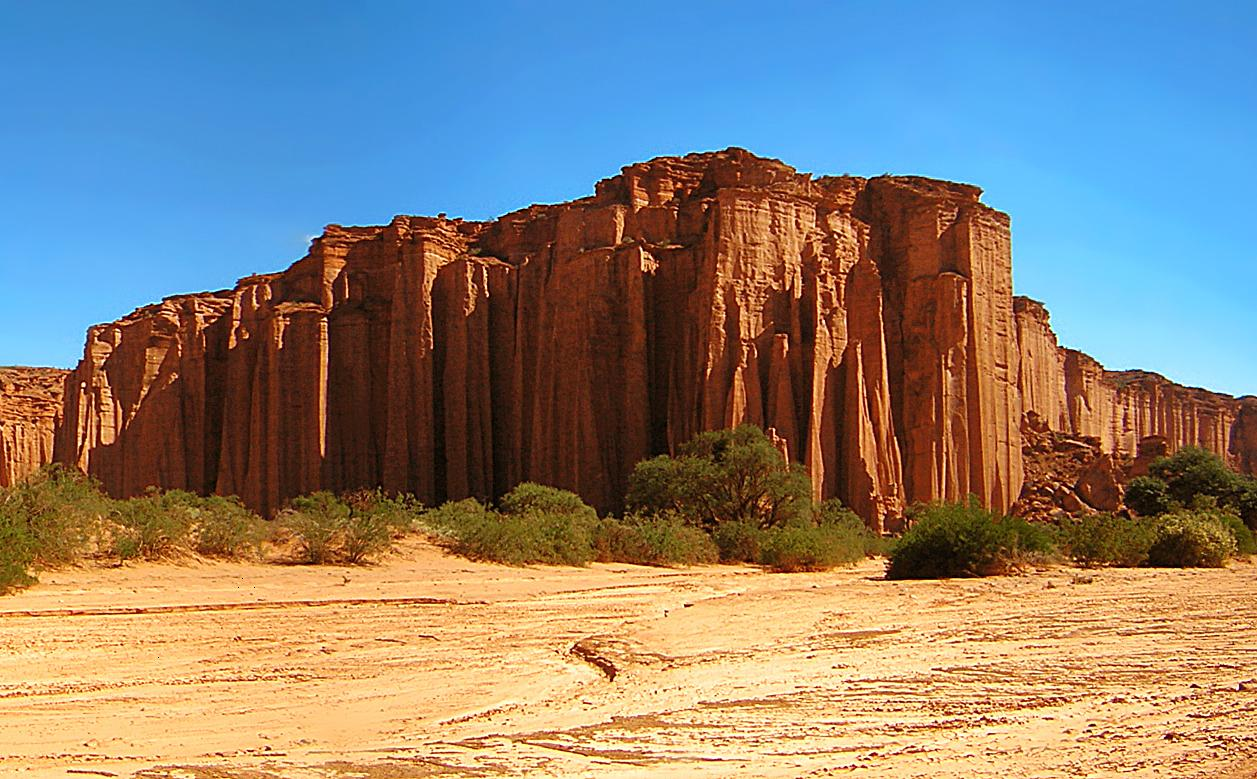
Talampaya nationalpark

- Quebrada del Condorito nationalpark
- San Guillermo nationalpark
- Sierra de las Quijadas nationalpark
- Talampaya nationalpark

## Södra Argentina

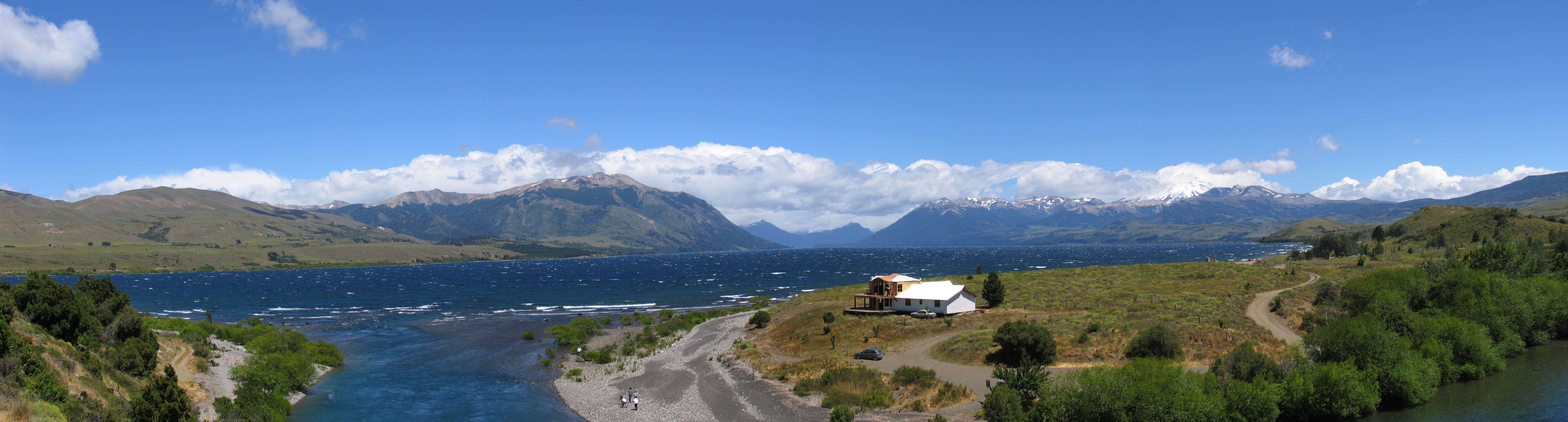
Lanín nationalpark

- Lago Puelo nationalpark
- Laguna Blanca nationalpark
- Lanín nationalpark
- Los Alerces nationalpark
- Los Arrayanes nationalpark
- Los Glaciares nationalpark
- Nahuel Huapi nationalpark
- Francisco P. Moreno nationalpark
- Monte León nationalpark
- Tierra del Fuego nationalpark